# Dayah Aron
Dayah Aron is een bestuurslaag in het regentschap Aceh Utara van de provincie Atjeh, Indonesië. Dayah Aron telt 636 inwoners (volkstelling 2010).